# Теодосије (митрополит Московски)
Митрополит Теодосије Биваљцев († 15. октобар 1475 , Москва ) - митрополит московски и све Русије 1461-1464, црквени поглавар и публициста. Име митрополита Теодосија је 2009. године уврштено у Сабор московских светитеља као Архијереја.

## Биографија
Био је архимандрит Чудовског манастира (помиње се у овом чину 1453. године).
23. јуна 1454. године посвећен је за епископа ростовског. Имао је сукоб са митрополитом Јоном: Теодосије је 1455. године дозволио мирјанима да једу месо уочи Богојављења, које је падало у недељу, а монасима рибу, сир и јаја. Епископ је био позван на црквени суд и запрећено му је скидањем чина, али му је после покајања чин задржан.
9. маја 1461. године, после смрти митрополита Јоне, заузео је Московску столицу (сам Јона је изабрао Теодосија за свог наследника). Теодосије је постао први московски митрополит, којег је потврдио московски кнез, а цариградски патријарх је потпуно игнорисан.
Међутим, Теодосијева позиција је и даље била несигурна: његовог претходника није признавала ни Велика кнежевина Литванија, ни епископ Твера, ни један број Руских црквених поглавара.
Последње године Теодосијеве владавине, априла 1464. године, Цариградска и Московска патријаршија склопиле су мир. Митрополит Кесаријски Филип благословио је Теодосија у име цариградског патријарха.
Покушај подизања образовног и моралног нивоа руског свештенства везује се за Теодосијеву делатност: „били су једва писмени, полуписмени или потпуно неписмени“. Ова активност се показала неуспешном, када је Теодосије многе свештенике уклонио са својих положаја, а један број рашчињен, многе парохије су остале без свештенства.
Теодосије је 1464. године напустио катедру „због тешке болести“, али хроничар извештава „многе цркве биле су без свештеника, па су почели да га проклињу; Он је то чуо и због тога се разболео, и био је здрав, и сишао у келију у манастир Чудов.”
Теодосије је живео у Чудовском манастиру 11 година; пре смрти повукао се у Тројички манастир, где се и упокојио 15. октобра 1475. године.
Сахрањен је у Архангелској цркви манастира Чудов.
Према другим изворима, сахрањен је 1475. године у Тројице-Сергијевом манастиру.